# توماس لیسن
توماس لیسن، (به انگلیسی: Thomas Leysen) (زاده ۱۹۶۰) کارآفرین، بانکدار و مدیر ارشد اجرایی بلژیکی است، که در حال حاضر به‌عنوان مدیر عامل اجرایی شرکت یومی‌کور فعالیت می‌نماید. وی از اعضای هیئت مدیره کی‌بی‌سی بانک نیز بشمار می‌آید.